# Віялохвіст гірський
Віялохві́ст гірський (Polyplectron inopinatum) — вид куроподібних птахів родини фазанових (Phasianidae). Поширений в Південно-Східній Азії.

## Поширення
Птах відомий лише в центральній частині півострівної Малайзії та (дуже вузькому) прилеглому крайньому півдні Таїланду. У Малайзії він зустрічається на головному хребті Тітівангса від нагір’я Камерон на південь до нагір’я Гентінг, у хребті Ларут на північному заході та на східних схилах піків Тахан і Беном. У Таїланді він відомий з вершин заповідника Хала-Бала.
Мешкає у нижніх і верхніх гірських вічнозелених лісах, включаючи ельфійські ліси, від приблизно 820 м до принаймні 1600 м, і колись був знайдений на 1800 м. Зазвичай він зустрічається на крутих ділянках або вздовж хребтів з оголеними стрижневими каменями, деякими бамбуковими деревами та повзучими пальмами.

## Опис
Довжина самця приблизно 65 см (з яких 32-40 см займає тільки хвіст); самиця сягає приблизно 46 см (з них 22-27,5 см хвоста).
На Малайському півострові віялохвіст гірський займає гірські місця існування, залишаючи низинні місця існування для віялохвоста малазійського (Polyplectron malacense). Від останнього його легко відрізнити за темнішою головою і спиною, червоно-коричневими нижніми частинами та довшим і вужчим хвостом. Голова, досить маленька, повністю позбавлена гребінця, але є непомітний комірець. Підхвостові покриви довгі і приховують першу чверть хвоста. Хвіст, дуже подовжений, градуйований і загострений, складається приблизно з двадцяти пір'їн, прикрашених металевими очками. Дзьоб сірий. На ногах, сірих і тонких, у самця по дві шпори, а у самиць шпор немає зовсім. Статі майже однакові.
У дорослого самця голова і шия темно-сірі, з дрібними крапками і білими плямами, особливо на горлі. Нижня частина, починаючи від грудей, чорнувато-сіра. Нижня сторона хвоста коричнева. Спина коричнева з вузькими чорними смужками та невеликими блакитними очними плямами, чия біла основа приховує основу сірого пір'я. Основні мають рівномірний тьмяно-коричневий колір. Підхвостові покриви коричневі, але з вираженими чорними смугами. Зовнішні пір'я покриті великими блакитними очними плямами з обох боків. Хвіст із плямами чорного та рудуватого кольору, із зеленими субтермінальними вушками на кожному ряду пір'я, за винятком центральної пари.
Доросла самиця менша за розміром і має відносно менший хвіст, менш градуйований і складається лише з 18 пір'їн. Зовні дуже схожа на самця, але у неї очні плями на верхніх частинах замінені чорними плямами, а на хвості практично відсутні. Молоді особини схожі на самиць.

## Спосіб життя
Живе групами по 4 або 5 особин, які складаються принаймні з одного самця, однієї самиці та двох незрілих особин. Вони дуже обережні і схильні ховатися в підліску при найменших ознаках небезпеки. Вони особливо цінують невеликі ущелини, вкриті чагарниками, але їх також можна зустріти вздовж грубих стежок і на краях хребтів. Харчуються личинками, жуками, мурахами, термітами, павуками та іншими безхребетними. Однак не нехтують і речовинами рослинного походження, зокрема ягодами водних рослин роду аїру. Також спостерігали, як деякі птахи дзьобають бутони квітів.
Цей вид вважається моногамним через низький рівень статевого диморфізму, але це твердження є лише гіпотетичним і потребує підтвердження. У природі виявлено лише два гнізда: перше було розташоване між двома поваленими деревами в зоні виходу скель; друге — звичайне зішкрібання землі без будь-якої підкладки біля підніжжя рододендрону в густому лісі. Сезон розмноження починається в лютому, іноді навіть раніше, і, безсумнівно, залежить від погоди. Кладка складається з 2 дуже витягнутих яєць блідо-білого кольору. У неволі інкубація триває 19-21 день. Самиця присвячує себе як виношування, так і вихованню дитинчат. Вона проявляє агресивну поведінку по відношенню до самця, якщо той намагається наблизитися до пташенят. У цьому випадку вважається, що самець не відіграє батьківської ролі. Перший тиждень молодняк залишається в тіні матері. Коли вони стають більш впевненими, вони літають протягом 4 днів, і коли вони навчаються, вони можуть легко сідати поруч із самицею на висоті 2 метри, коли досягають 16-денного віку. Приблизно з 4 місяців статі можна визначити, оскільки самці мають більш значний зріст і мають довший хвіст.